# João Baptista da Silva Pereira
João Baptista da Silva Pereira, Barão de Gravataí, (Braga, 15 de janeiro de 1797 – Porto Alegre, 9 de agosto de 1853) foi um nobre, estancieiro e industrial luso-brasileiro.

## Biografia
Chegou a Porto Alegre por volta de 1823. No mesmo ano casou com Maria Emília de Meneses - moça pertencente a uma tradicional família de Rio Pardo -, em Porto Alegre, e deixou numerosa descendência. Montou um pequeno estaleiro, onde iniciou construindo pequenos barcos fluviais, mas que cresceu até fabricar navios transatlânticos. Sua consorte, Maria Emília de Meneses da Silva Pereira, a baronesa de Gravataí, foi também uma grande filantropa gaúcha. 
Durante a Revolução Farroupilha, quando o Barão de Caxias era presidente da província, emprestou uma grande soma de dinheiro ao governo, sem cobrar juros. No final de 1845, hospedou em sua residência o imperador D. Pedro II, quando este visitou Porto Alegre. O solar do barão, que em decorrência de sua morte repentina depois ficaria conhecido por Solar da Baronesa de Gravataí (pois a baronesa viveu por muitos anos no casarão sem o barão, já que o mesmo faleceu em 1853), se localizava onde hoje está situado o Instituto Pão dos Pobres, no atual bairro Cidade Baixa. O solar incendiou em 1875, e depois o terreno seria doado pela família para a construção da instituição, estando preservado no local o pórtico original do Solar da Baronesa de Gravataí. Grande parte do atual bairro Cidade Baixa e outras áreas limítrofes formam a região conhecida até hoje como Areal da Baronesa, em decorrência da baronesa de Gravataí ter sido a proprietária de todo o local.
Foi comandante superior da Guarda Nacional de Porto Alegre. Prestou relevantes serviços na organização dos corpos auxiliares do Exército por ocasião da guerra de 1852, com a República Oriental do Uruguai. 

## Títulos e Honrarias

### Títulos
- Barão de Gravataí – 29 de dezembro de 1852

### Honrarias
- Comendador da Imperial Ordem de Cristo

- Comendador da Imperial Ordem da Rosa